# Bricco (Belveglio)
Bricco (Brìch in piemontese) è una piccola frazione situata nel territorio del comune di Belveglio, in provincia di Asti, a poca distanza dal confine con Rocchetta Tanaro. Il nome della borgata deriva dalla sua posizione geografica: infatti essa si trova sulla collina che sovrasta il centro abitato di Belveglio (brìch, italianizzato in "bricco", in piemontese significa "collina", "altura"). Si può comodamente raggiungere da quest'ultimo oppure dalla strada che collega Mombercelli, passando dalla frazione Tocco, con Rocchetta Tanaro.

## Economia
L'economia è prevalentemente agricola, basata sulla coltivazione della vite, da cui si ricava il pregiato vino Barbera d'Asti. Si possono inoltre trovare boschi, destinati alla produzione di legname.